# Саут Бар (Вермонт)
Саут Бар (енгл. South Barre) насељено је место без административног статуса у америчкој савезној држави Вермонт.

## Демографија
По попису из 2010. године број становника је 1.219, што је 23 (-1,9%) становника мање него 2000. године.
| Група             | 2000.         | 2010.         |
| Белци             | 1.195 (96,2%) | 1.166 (95,7%) |
| Афроамериканци    | 3 (0,2%)      | 4 (0,3%)      |
| Азијати           | 3 (0,2%)      | 4 (0,3%)      |
| Хиспаноамериканци | 34 (2,7%)     | 24 (2,0%)     |
| Укупно            | 1.242         | 1.219         |